# Liste der Kulturgüter in Dübendorf
Die Liste der Kulturgüter in Dübendorf enthält alle Objekte in der Gemeinde Dübendorf im Kanton Zürich, die gemäss der Haager Konvention zum Schutz von Kulturgut bei bewaffneten Konflikten, dem Bundesgesetz vom 20. Juni 2014 über den Schutz der Kulturgüter bei bewaffneten Konflikten sowie der Verordnung vom 29. Oktober 2014 über den Schutz der Kulturgüter bei bewaffneten Konflikten unter Schutz stehen.
Objekte der Kategorien A und B sind vollständig in der Liste enthalten, Objekte der Kategorie C fehlen zurzeit (Stand: 1. Januar 2023). Unter übrige Baudenkmäler sind weitere geschützte Objekte zu finden, die im Verzeichnis der Objekte von überkommunaler Bedeutung der kantonalen Denkmalpflege zu finden und nicht bereits in der Liste der Kulturgüter enthalten sind.

## Kulturgüter
| Foto | | Objekt | Kat. | Typ | Standort                                     | Beschreibung |
| ---- | --- | --- | ---- | --- | -------------------------------------------- | ------------ |
| ja   | Datei hochladen · Wikidata zu Flugplatz Dübendorf, Werkstattgebäude 1, Bogenhangar (Q29574007)                                                     | Flugplatz Dübendorf, Werkstattgebäude 1, Bogenhangar KGS-Nr.: 07433                                                     | A    | G   | Wangenstrasse 40.7 / Rechweg 689872 / 250659 |              |
| ja   | Datei hochladen · Wikidata zu Flieger Flab Museum (Q1428489)                                                                                       | Flieger-Flab-Museum KGS-Nr.: 08554                                                                                      | A    | S   | Ueberlandstrasse 255 690010 / 250375         |              |
| ja   | Datei hochladen | Archive und Sammlungen der Kantonsarchäologie und der Kantonalen Denkmalpflege KGS-Nr.: 12524                           | A    | S   | Stettbachstrasse 7 687757 / 249963           |              |
| ja   | Datei hochladen · Wikidata zu Lazariterkirche Gfenn (Q1809476)                                                                                     | Päritätische Kirche des ehemaligen Lazariterklosters KGS-Nr.: 07432                                                     | B    | G   | Gfenn, Klosterstrasse 8 691306 / 249755      |              |
| ja   | Datei hochladen · Wikidata zu Ehemaliger Militärflugplatz mit Empfangs- und Unterrichtsgebäuden, Montagehallen und anderen Nebenbauten (Q29932554) | Ehemaliger Militärflugplatz mit Empfangs- und Unterrichtsgebäuden, Montagehallen und anderen Nebenbauten KGS-Nr.: 10375 | B    | G   | Wangenstrasse 40 690001 / 250700             |              |
| ja   | Datei hochladen · Wikidata zu Ruine Dübelstein (Q2175247)                                                                                          | Dübelstein, mittelalterliche Burgruine KGS-Nr.: 14821                                                                   | B    | F   | Schlossweg 688876 / 248340                   |              |
| ja   | Datei hochladen · Wikidata zu Reformierte Kirche Wil (Q55415556)                                                                                   | Reformierte Kirche KGS-Nr.: 16577                                                                                       | B    | G   | Fällandenstrasse 1 689067 / 249427           |              |
| ja   | Datei hochladen · Wikidata zu Maria Frieden (Dübendorf) (Q1146869)                                                                                 | Katholische Kirche Maria Frieden KGS-Nr.: 16578                                                                         | B    | G   | Neuhausstrasse 34 689083 / 250011            |              |
| BW   | Datei hochladen | Wohnhaus Neuenschwander mit Umgebung KGS-Nr.: 16579                                                                     | B    | G   | Nussbaumstrasse 11 687408 / 248838           |              |

## Übrige Baudenkmäler
Legende: Im Wesentlichen siehe Legende der Liste der Kulturgüter von nationaler und regionaler Bedeutung, mit folgenden Ausnahmen:
- Anstelle der KGS-Nummer wird als Objekt-Identifikator (ID) die Inventarnummer im Verzeichnis der Objekte von überkommunaler Bedeutung des kantonalen Denkmalschutzamtes verwendet.
- Bei den Kategorien wird wie folgt unterschieden: B kant. = Objekt von kantonaler Bedeutung (Kanton Zürich); B reg. = Objekt von regionaler Bedeutung (Kanton Zürich).